# Historia Żydów na Dolnym Śląsku po II wojnie światowej
Powstała po II wojnie światowej społeczność żydowska na Dolnym Śląsku (jid. Jidiszer Jiszew in Niderszlezje, ייִדישער ייִשעב אין נידערשלעזיע) liczyła w 1946 r. około 100 tysięcy osób i przez dwie dekady była największą społecznością żydowską w powojennej Polsce. W pierwszych latach kwitło na tych ziemiach życie kulturalne, religijne, oświatowe i polityczne. Emigracja z Polski spowodowała jednak rozpad społeczności. Po 1968 roku w regionie pozostało ok. 400–500 Żydów.

## Okres 1945–1950: namiastka autonomii
Przed II wojną światową Dolny Śląsk należał do Niemiec. Większość śląskich Żydów mieszkających w tym regionie została zamordowana podczas wojny. Bezpośrednio po odebraniu terenu III Rzeszy, osiedliła się na nim pewna część polskich Żydów, głównie ocalonych z obozu koncentracyjnego Gross-Rosen i jego filii (w czerwcu 1945 r. ok. 6 tysięcy osób). Powstały w czerwcu 1945 r. Wojewódzki Komitet Żydowski na Dolnym Śląsku (WKŻ), pod przewodnictwem Jakuba Egita, zorganizował akcję osiedlenia ocalonych Żydów na przyznanym Polsce Dolnym Śląsku. Do wiosny 1946 r. osiedlono tam 86 500 osób, które zamieszkały głównie w powiatach dzierżoniowskim, wrocławskim, wałbrzyskim, legnickim, świdnickim, kłodzkim, złotoryjskim i ząbkowickim. W sumie w sierpniu 1946 r. na Dolnym Śląsku mieszkało pomiędzy 80 tys. a ponad 100 tys. osób (dane są niejednoznaczne m.in. ze względu na ciągłe osiedlanie się i emigrację oraz nierejestrowanie się pewnej liczby osób). Była to największa społeczność Żydów w powojennej Polsce. Skupiskami o liczebności ponad 10 tys. osób (stan z grudnia 1946) były: Dzierżoniów (16 tys.), Wrocław (15 tys.) i Wałbrzych (10 200). W tym czasie, oprócz Polaków i Żydów, na Dolnym Śląsku żyły również inne mniejszości narodowe: niemieccy autochtoni, Ukraińcy i Łemkowie przesiedleni w ramach Akcji Wisła, Rosjanie związani ze stacjonowaniem wojsk Armii Czerwonej oraz Romowie i Grecy.
Osiedleńców żydowskich w tym okresie można podzielić na trzy grupy: byli więźniowie obozów koncentracyjnych, repatrianci z ZSRR (zarówno ci, którzy przeżyli wojnę w głębi ZSRR, jak i wysiedleni z Kresów Wschodnich) oraz przesiedleńcy z innych regionów Polski. Wśród trzeciej grupy częstą motywacją osiedlenia było zastanie ruin na miejscach swych domów w centralnej Polsce lub zajęcie ich domów przez obce osoby. W regionie przeżyły również resztki lokalnych społeczności niemieckich Żydów. Państwo uznało ich jednak za Niemców i wysiedliło w 1946 r. Społeczność była zróżnicowana również pod względem języka i stopnia tożsamości żydowskiej.
Pilnym zadaniem było objęcie społeczności opieką lekarską, zwłaszcza ze względu na zły stan zdrowia byłych więźniów obozów koncentracyjnych. Według badań, pierwotnie ⅓ osób chorowała na gruźlicę. Powstało Towarzystwo Ochrony Zdrowia Ludności Żydowskiej (TOZ), które utworzyło sanatoria, przychodnie wielu specjalności, ambulatoria oraz placówki opieki nad matką i dzieckiem, jak również sierocińce i żłobki. W Wałbrzychu w latach 1948–1949 Szpital Żydowski im. Dawida Guzka przyjmował ludność polską i żydowską.
Rozwijało się szkolnictwo. W 1946 WKŻ prowadził 23 szkoły. We wszystkich placówkach uczono języka jidysz (w połowie 1946 r. działało 8, a w 1948 r. – 25 szkół z wykładowym językiem jidysz), a w szkołach religijnych nauczano języka hebrajskiego (6 szkół w 1947 r.), religii i historii Żydów. We Wrocławiu i Wałbrzychu działały szkoły muzyczne. We Wrocławiu adeptów kształciła szkoła baletowa. Funkcjonowało również Żydowskie Koło Akademickie we Wrocławiu. Jednak w 1949 r. szkoły żydowskie zostały upaństwowione.
W lipcu 1946 r. powstał Komisariat Rządu ds. Produktywizacji Ludności Żydowskiej, którego celem była aktywizacja zawodowa społeczności (w tym czasie powstało ok. 70 spółdzielni branżowych). Powołano Organizację Rozwoju Twórczości, która w latach 1945–1950 prowadziła wiele kursów dokształcających. Dzięki przekwalifikowaniu ludność podejmowała pracę w lekkim i ciężkim przemyśle, w tym w kopalniach i hutach.
Kwitło życie kulturalne. Powstawały teatry (np. Dolnośląski Teatr Żydowski we Wrocławiu – Niderszleziszer Jidiszer Teatr, zespół teatralny „Mikt” w Dzierżoniowie, Teatr Renesans w Wałbrzychu). Pod koniec 1946 r. działało 13 kół dramatycznych, dwie orkiestry i dwa chóry. Powstały biblioteki (32 w roku 1948), domy kultury, orkiestry, kluby i świetlice (35 w roku 1947). Odbywały się wystawy sztuki żydowskiej. Od 1946 r. działało we Wrocławiu wydawnictwo „Niderszlezje”, publikujące w jidysz (i gazeta pod tym samym tytułem). Ukazywało się również polskojęzyczne czasopismo „Nowe Życie – Trybuna WKŻ na Dolnym Śląsku”.
Toczyło się również bogate życie religijne. Rabini udzielali ślubów i pochówków, odbywały się ceremonie obrzezania, działały mykwy oraz koszerne stołówki i rzeźnie.
Do 1948 r. na Dolnym Śląsku działało wiele żydowskich partii politycznych, m.in. Bund, partie syjonistyczne i religijne (w tym niezarejestrowana Agudat Israel) oraz Żydowska Frakcja PPR. W styczniu 1946 r. funkcjonowało 5 kibuców. W Bolkowie w latach 1947–1948 działał za akceptacją polskich władz obóz szkoleniowy Hagany. Według Józefa Adelsona:

Swobodna działalność partii syjonistycznych o zasięgu międzynarodowym, powstanie autonomicznej organizacji CKŻP, półlegalne istnienie stronnictw i partii nie aprobujących nowego systemu politycznego, udział przedstawicieli żydowskich w organizacjach międzynarodowych, które sceptycznie odnosiły się do stosunków w Polsce, te wszystkie elementy wskazywały na dość duży pragmatyzm nowych władz oraz na ich zamiar kształtowania opinii międzynarodowej o Polsce dzięki mniejszości żydowskiej. (...) Stworzono namiastkę samodzielności, a nawet coś w rodzaju autonomii dla Żydów.  Umożliwiono im swobodny rozwój kultury, gospodarki, szkolnictwa i działalności politycznej.

Planowano zorganizowanie ekspozycji żydowskiej na Wystawie Ziem Odzyskanych w 1948 roku we Wrocławiu. Po wybudowaniu odrębnego pawilonu, 2 tygodnie przed rozpoczęciem Wystawy, władze państwowe zablokowały jednak ekspozycję, uzasadniając decyzję zarzutami o narodowy separatyzm.
W tym czasie trwała jednocześnie masowa emigracja. Przyczynami była m.in. chęć łączenia rodzin, obawa zwłaszcza części osób religijnych przed nadchodzącym ustrojem komunistycznym oraz strach po pogromie kieleckim w lipcu 1946 r. Po tym pogromie zapanowały nastroje paniki i ok. 35 tys. Żydów opuściło Dolny Śląsk, udając się do tzw. Obozów dla Osób Przemieszczonych w Niemczech, Austrii i we Włoszech. W latach 1945–1948 działała również Bricha, organizacja masowej i nielegalnej emigracji do Brytyjskiego Mandatu Palestyny (w przygranicznym Kłodzku działały obozy przejściowe Brichy). Emigracja ta odbywała się za cichym przyzwoleniem władz państwowych. W regionie wiosną 1949 r. pozostało ok. 43 tys. – 60 tys. osób. Po zezwoleniu Żydom we wrześniu 1949 r. przez władze państwowe wyjazdu do Izraela, wyemigrowało kolejne 16 tys. – 20 tys. osób. Były one pozbawiane polskiego obywatelstwa. Jednocześnie władze likwidowały szkoły hebrajskie, instytucje kulturalne i społeczne oraz upaństwowiły spółdzielczość żydowską i szkoły z językiem wykładowym jidysz.

## Okres 1950–1957: centralizacja i powolny rozpad społeczności
W grudniu 1949 r. władze państwowe zlikwidowały wszystkie partie i organizacje syjonistyczne. W czerwcu 1950 wszystkie żydowskie organizacje społeczne zostały scentralizowane przez władze państwowe i na ich miejsce utworzono Towarzystwo Społeczno-Kulturalne Żydów w Polsce.
Życie żydowskie uległo pewnej stabilizacji. W regionie mieszkało ok. 30 tys. Żydów, a wyemigrowało 11 tys. Największymi skupiskami były nadal Wrocław, Wałbrzych i Dzierżoniów. W latach 50. we Wrocławiu, Wałbrzychu, Dzierżoniowie, Świdnicy i Legnicy działały koła dramatyczne.
W 1950 r. działało 20 kongregacji, 19 synagog i 4 rabinów, jednak społeczność stopniowo odchodziła od judaizmu. Doszło również do zerwania więzów społecznych. Żydowscy mieszkańcy regionu byli inwigilowani przez aparat bezpieczeństwa. Po wydarzeniach Października 1956 r. wyjechała również część żydowskich funkcjonariuszy władzy komunistycznej.

## Okres 1957–1968: schyłek
Dzięki umowie o repatriacji zawartej w marcu 1957 r. między ZSRR a Polską, na Dolny Śląsk przyjechało 13 tys. Żydów, choć 60% z nich wkrótce wyemigrowało. Ostatecznie, na początku lat 60. w regionie pozostało tylko 7–8 tysięcy Żydów. Życie religijne stopniowo nastręczało coraz większych trudności: problemy finansowe uniemożliwiały remonty synagog, malała liczba rabinów (i żydowskich nauczycieli), rosły kłopoty z zaopatrzeniem koszernych stołówek. W 1966 r. władze zamknęły wrocławską Synagogę pod Białym Bocianem. W tym okresie działały jeszcze kongregacje w Dzierżoniowie, Legnicy, Świdnicy, Wałbrzychu, Zgorzelcu i Żarach. Funkcjonowały również oddziały TSKŻ.
Podczas wydarzeń Marca 1968 r. frakcja „partyzantów” wewnątrz PZPR, walcząc o władzę, posłużyła się retoryką antysyjonistyczną (w rzeczywistości chodziło o wywołanie nastrojów antysemickich), co doprowadziło do nagonki na Żydów w społeczeństwie. Z Dolnego Śląska wyemigrowało ok. 3 tys. Żydów i pozostało jedynie 400–500 osób.